# Juan Pablo Wainwright Nuila
Juan Pablo Wainwright Nuila (*1894 - 18 de febrero de 1932) fue un Político, militar, y líder sindical hondureño, dirigente del Partido Comunista de Honduras. Fue veterano de la Primera Guerra Mundial en el frente occidental al servicio del Ejército Británico y más tarde sobresalió por su labor sindical y activismo contra las compañías fruteras en Honduras y Centroamérica.

## Biografía
Nació en el año 1894 en Santa Bárbara Honduras, su padre era Alfred Wainwright de origen inglés oriundo de Leeds, y su madre era Carlota Nuila Leiva hondureña e hija del general Pablo Nuila, paso una infancia bastante tranquila. Una parte de su juventud la vivió en Lawrence, Massachusetts (Estados Unidos), con unos tíos de la familia de su padre que también eran inmigrantes ingleses. Aunque su familia disfrutaba de una buena situación económica, se marchó de la casa de sus tíos tras la muerte de su madre con sólo 16 años de edad. Para sostenerse económicamente en Estados Unidos, se vio obligado a trabajar en diversas labores, entre ellas, mozo, campesino, leñador, marinero, pescador en un ballenero en Alaska. Fue durante esta época de su juventud que empezó a vivir los retos de la clase trabajadora que lo orientarían políticamente más tarde en su vida simpatizando con el socialismo.

### Carrera militar
Mientras este estuvo en la ciudad de San Francisco fue encarcelado por breve tiempo, acusado de un pequeño hurto en el hotel donde laboraba, aunque pronto fue liberado por su corta edad y la poca monta del delito. Después de su liberación se enroló en el ejército británico sirviendo en el Cuerpo Real de Ingenieros en Canadá y llegó a combatir en las trincheras en Francia contra el imperio alemán durante la Primera Guerra Mundial. Alcanzó el grado de teniente y fue condecorado por su valor. A principios de los años veinte, y tras una década de una vida de viajes, trabajos y vicisitudes, regresó a la América Central.

### Regreso a Centroamérica
Establecido en su tierra natal, se dedicó al comercio en un pequeño negocio de su propiedad en San Pedro Sula. Fue perseguido por su apoyo al Partido Liberal hondureño en la Guerra Civil de 1924, se radicó al año siguiente en El Salvador, donde contrajo matrimonio con una joven empleada salvadoreña y tuvo dos hijas. Allí continuó con su actividad comercial que le permitió conocer toda la región centroamericana y caribeña, sensibilizándose con las penurias y problemas sociales de los trabajadores y la población. En Barbados, tuvo un hijo fuera de su matrimonio, nombrado William, a quien reconoció tiempo más tarde como hijo legitimo.

### Líder sindical
En 1928 se convirtió en miembro del Partido Comunista de El Salvador. Ese mismo año fue expulsado de El Salvador por motivos políticos. Después de su regreso a Honduras, comenzó a organizar a los trabajadores de las plantaciones de la United Fruit Company en el norte de Honduras a través de la Federación Sindical Hondureña. Un artículo en un periódico guatemalteco lo calificó como uno de los principales agitadores comunistas en Centroamérica, acusándolo de buscar establecer una "federación soviética" en la región. Además de la política, también instaló un negocio en San Pedro Sula, vendiendo tabaco, dulces y refrescos.

### Encarcelamiento y escape
Tras un violento movimiento de huelga en Honduras en 1930, fue encarcelado, pero logró escapar a Guatemala. Wainwright utilizó su negocio familiar, la empresa de dulces y tabaco Hondusal, para sus actividades transfronterizas. En Guatemala utilizó el seudónimo de Nicolás Guerra. En febrero de 1931 fue elegido Secretario de Relaciones Exteriores del Partido Comunista de Guatemala, en un plenario del partido clandestino celebrado en el Cementerio General de la Ciudad de Guatemala.

### Ejecución
En enero de 1932 fue encarcelado en Guatemala, acusado de preparar una revuelta en el país en la línea de la insurgencia en El Salvador. En la oficina de la prisión se produjo una acalorada discusión entre Wainwright y el dictador guatemalteco Jorge Ubico durante la cual Wainwright escupió en la cara a Ubico. Ubico ordenó la ejecución de Wainwright para el 18 de febrero de 1932. Antes de su ejecución, Wainwright intentó suicidarse en su celda, escribiendo "¡Viva la Internacional Comunista!" en las paredes de su celda de la prisión con su propia sangre. Al día siguiente, Wainwright fue ejecutado por un pelotón de fusilamiento. La muerte de Wainwright contribuyó al emergente vacío de liderazgo del movimiento obrero en la costa norte de Honduras.